# Geffen Records
Geffen Records is een Amerikaans platenlabel dat opgericht is in 1980 door zakenman David Geffen. Na een verkoop van het label aan MCA Records in 1990 is het platenlabel nu onderdeel van de Universal Music Group. Het label maakt na de overname van Interscope één derde deel uit van de labelgroep Interscope-Geffen-A&M. Geffen Records is gevestigd in Santa Monica, in Californië. Ten tijde van de overname in 1990 vormde Geffen Records een van de belangrijkste onafhankelijke platenlabels van de wereld.
Het label was na Asylum Records het tweede platenlabel van Geffen. De eerste albums die Geffen Records uitbracht was het laatste album van John Lennon en Yoko Ono, "Double Fantasy" en het album "The Wanderer" van Donna Summer. Later in de jaren tachtig had het label succes met nieuwe artiesten als Asia en Kylie Minogue, en al gevestigde namen als Elton John, Cher, Don Henley, Joni Mitchell, Neil Young en Peter Gabriel.
Aan het einde van de jaren 80 gaat het label zich ook meer toeleggen op rockmuziek, en tekende het artiesten als Whitesnake, Guns N' Roses, Tesla, en Aerosmith. Dit rockimago gaf het label de mogelijkheid in 1990 een gesubsidieerd label op te richten, DGC Records, dat de focus legde op progressieve en alternatieve rockmuziek. De groep Nirvana stond onder andere bij dat label onder contract.

## Onderdeel van Geffen Records
- American King Music
- Doggystyle Records
- Flawless Records
- Kon Live Distribution
- DGC Records
- Suretone Records

## Artiesten
(Geen volledige lijst)
- Aerosmith
- Alex Band
- Alien Ant Farm
- Asia
- Audioslave
- Beck
- Berlin
- Mary J. Blige
- Blink-182
- The Bloodhound Gang
- Boss Hog
- Cher
- Bill Cosby
- Common
- Counting Crows
- The Cranberries
- The Cure
- Eve
- John Fogerty
- Steve Forbert
- Nelly Furtado
- Peter Gabriel
- Garbage
- Gene Loves Jezebel
- Girlicious
- Macy Gray
- Guns N' Roses
- Olivia Rodrigo
- GZA
- Deborah Harry
- Don Henley
- John Hiatt
- Hoku
- John Lennon
- Joni Mitchell
- Lifehouse
- New Radicals
- Nirvana
- Yoko Ono
- Papa Roach
- Pat Metheny Group
- Puddle of Mudd
- Quarterflash
- Remy Zero
- Rise Against
- Rooney
- Ashlee Simpson
- She Wants Revenge
- Snoop Dogg
- Snot
- Snow Patrol
- Sonic Youth
- The Game
- The Stone Roses
- Donna Summer
- Solange Knowles
- Trust Company
- Weezer
- John Wetton
- Whitesnake
- White Zombie
- XTC
- Neil Young